# Nikitinia
- Nota importante: El género Nikitinia no es actualmente aceptado y, basándose en estudios morfológicos y citológicos, está incluido en el género Klasea. Los 2 géneros comparten todos sus caracteres morfológicos y citológicos, excepto el número de cromosomas que es desconocido en el caso de Klasea leptoclada.[1]

Nikitinia fue un género de plantas con flores perteneciente a la familia de las asteráceas que incluía una sola especie: Nikitinia leptoclada (Bornm. & Sint.) Iljin, originaria de Turkmenistán.

## Taxonomía
Nikitinia leptoclada fue descrita por Joseph Friedrich Nicolaus Bornmüller & Paul Ernst Emil Sintenis como Jurinea leptoclada en Russk. Bot. Zhurn., 1911, (1), p. 5, 1911 y posteriormente atribuida al género Nikitinia por Modest Ilyín y publicado en Botanicheskie Materialy Gerbariia Botanicheskogo Instituta Akademii Nauk SSSR, 20, p. 356 en 1960, y por fin incluida, sobre bases citológicas, en el género Klasea por Ludwig Martins & Frank H.Hellwig en Taxon, 54 (3), p. 632-638 en 2005.
Sinonimia
- Jurinea leptoclada Bornm. & Sint.	- basónimo
- Klasea leptoclada (Bornm. & Sint.) L.Martins